# Трухнин, Николай Иванович
Николай Иванович Трухнин (16 декабря 1919 — 23 августа 2003) — контр-адмирал ВМФ СССР, лауреат Государственной премии СССР (1975), кандидат военно-морских наук.

## Биография
Окончил среднюю школу № 32 железнодорожной станции Ряжск I в 1936 году и Ленинградское военно-морское училище имени Орджоникидзе в 1940 году. Служил командиром 4-й боевой части (радиосвязи) эсминца «Резвый» Тихоокеанского флота. В 1942 году участвовал в Экспедиции особого назначения (ЭОН-18) по переводу с Тихоокеанского флота на Северный группы боевых кораблей во главе с эсминцем «Разумный» (Владивосток — Баренцево море). Продолжил службу на борту «Разумного» в годы войны, участвовал в Петсамо-Киркенесской операции.
В послевоенные годы служил в отделе связи Северного флота, руководил отделением боевой подготовки. Окончил военно-морскую академию, в 1950 году направлен в ВМС Польши, был там начальником связи. По возвращении в СССР был начальником связи Балтийского и Северного флотов. В 1972 году произведён в контр-адмиралы, в 1972—1982 годах работал начальником отдела НИИ связи ВМФ. 5 ноября 1975 года награждён Государственной премией СССР, 15 марта 1977 года решением Совета Военно-морской академии имени Гречко ему присуждена учёная степень кандидата военно-морских наук. Позже работал в Арктическом институте.
Награжден орденом Красного Знамени, орденом Красной Звезды, орденом Отечественной войны, медалью ПНР «За заслуги в развитии национальной обороны».